# Trångsvikens IF
Trångsvikens IF är en svensk idrottsförening bildad 1920 i Krokom, Jämtland strax nordväst om Östersund. 
Klubben bedriver verksamhet inom friidrott och längdskidor och mycket av verksamheten bedrivs vid Krokoms IP. Kontoret ligger vid Genvägen 3. Skidklubben har tillgång till 3 kilometer elbelyst spår och sammanlagt 32 kilometer spår till träning och tävling. Trångsvikens IF har fostrat de olympiska friidrottarna Kent Larsson (kula, Barcelona 1992 och Atlanta 1996) och Erika Kinsey (höjdhopp, Rio de Janeiro 2016).

## Idrottare som tävlat för Trångsvikens IF
- Daniel Arnsten
- Lena Gavelin
- Erika Kinsey
- Kent Larsson
- Jan Persson